# 黑田重德
黑田重德（1887年10月25日 - 1954年4月30日）大日本帝国陆军军人。军衔为陆军中将。
他官至太平洋战争时期任驻菲律宾第14方面军总司令。战后被判为甲级战犯被逮捕。

## 履历
1909年毕业于日本陆军士官学校（21期）。同年12月授衔步兵少尉。1913年，晋升步兵中尉。1916年，从日本陆军大学校毕业（28期），任步兵第47连队中队长。1917年至1918年，参与了俄国内战并晋升大尉。1922年，前往英国，1923年升歩兵少佐，于第二年归国。
1928年3月，任步兵第57连队大队长，升歩兵中佐。1932年升歩兵大佐，任步兵第59连队连队长。 1935年，任驻印度武官。1937年，晋升少将并归国。1939年晋升中将并任第26师团师团长。
1942年7月，占领新加坡后，任南方军总参谋长。1944年7月任第14方面军总司令。1945年9月，身为甲级战犯的黑田重德被拘捕。1949年7月被判处终身监禁，1951年10月23日被菲律宾总统埃尔皮迪奥·基里诺特赦。于1952年2月归国。